# Gressholmen
Gressholmen – wyspa zlokalizowana na Oslofjordzie, na południe od centralnego Oslo. Administracyjnie należy do dzielnicy Gamle.
Statek na wyspę płynie z Rådhusbryggene 4. Przed 21 marca 2015 r. wypływały z portu Vippetangen.
Gressholmen połączony jest z wyspami Rambergøya i Heggholmen. Razem obejmują one powierzchnię około 149 hektarów. Dużą część tego obszaru stanowi rezerwat przyrody, jednak znajdują się tam również domy. Wcześniej Gressholmen był znany z występowania tam dzikich królików, jednak zostały one usunięte w Wielkanoc 2007 roku, gdyż ich wypas doprowadził do erozji chronionej flory.
Na terenie Gressholmen utworzony został rezerwat przyrody Gressholmen-Rambergøya w celu ochrony obszarów podmokłych.
W 1927 roku utworzono tutaj pierwsze lotnisko w Oslo – port hydroplanów Gressholmen. Istnieje tam też wiele kąpielisk, hotel i restauracja.

## Nazwa
Nazwa Gressholmen składa się z dwóch słów: gress – trawa i holme – wysepka.